# El regalo (película de 2015)
El regalo (The Gift en inglés)  es una película australiana-estadounidense de suspense psicológico dirigida, escrita y producida por Joel Edgerton, siendo esta su debut como director. Fue protagonizada por Jason Bateman y Rebecca Hall como una pareja que es intimidada por un personaje de su pasado interpretado por el que es también el director y el guionista del filme, Edgerton. El filme fue estrenado en los Estados Unidos el 7 de agosto de 2015.

## Argumento
Una pareja casada, Simon y Robyn Callem (Bateman y Hall), se mudan de Chicago a un suburbio de Los Ángeles después de que él obtuviera un nuevo trabajo. Un día, mientras están realizando unas compras, se encuentran con Gordon «Gordo» Moseley, un excompañero de secundaria de Simon. Gordo comienza a enviarles regalos, incluyendo koi para su estanque y, aunque Robyn no ve ningún problema, Simon se siente incómodo con ello. Gordo los invita a cenar a su casa, la cual es grande y elegante. Sin embargo, recibe una llamada telefónica y los deja solos por un rato. Cuando regresa, Simon le dice que se mantenga lejos de su familia y se va con su esposa. Al día siguiente, Robyn encuentra muertos a los koi de su estanque y el perro de la pareja no aparece. Simon va a la casa de Gordo para zanjar la relación pero, al llegar, se da cuenta de que, en realidad, es la casa de otra persona a la que Gordo ha brindado servicios de transporte. Durante los días siguientes, Robyn siente que no está sola en su casa mientras Simon trabaja y empieza a sufrir de insomnio, por lo que roba unas pastillas para dormir a su vecina, hasta que una mañana sufre un desmayo.
Varios días después, el perro aparece y Robyn recibe una carta de Gordo disculpándose por lo ocurrido en la cena. En la nota, Gordo dice que está «dispuesto a que el pasado quede en el pasado», lo cual le parece inusual a Robyn. Simon dice que no sabe a lo que se refiere, rehúsa hacer las paces con Gordon y le dice que las pastillas la hacen paranoica. Poco después, Robyn descubre que está embarazada y, durante el baby shower, su cuñada le cuenta que cuando estaban en la escuela, Simon y su amigo Greg habían denunciado que Gordo estaba siendo abusado por un hombre. Debido a esto, Gordo había sido acosado por sus compañeros y había sido expulsado. Robyn localiza a Greg, quien revela que, en realidad, Gordo no había sufrido abusos, sino que fue una historia inventada por Simon. También le dice que, como resultado de la historia, el padre de Gordo pensó que era homosexual y trató de matarlo. Robyn busca en el escritorio de Simon y descubre que había solicitado revisiones de antecedentes para Gordo y para un tal Danny McDonald.
Robyn se da cuenta de que Simon estaba compitiendo con Danny para un puesto y que su esposo ganó después que apareciera información comprometedora sobre su trabajo anterior. A petición de Robyn, Simon busca a Gordo y le pide disculpas sin mucho entusiasmo. Gordo no acepta las disculpas, por lo que Simon, enfurecido, le golpea. Poco después, Danny interrumpe una fiesta para celebrar el ascenso de Simon y lo acusa de haber inventado información para arruinar su carrera. Robyn sufre contracciones preparto y es llevada a un hospital en donde da a luz a un varón. A la mañana siguiente, Simon recibe una llamada de su jefe diciéndole que está acusado de fraude y que será despedido y Robyn le dice que quiere separarse de él.
Simon va a casa y encuentra otra caja de regalo, la cual contiene un video de Gordo preparándose para violar a Robyn cuando ella se desmayó meses atrás. Mientras tanto, Gordo, con un brazo en cabestrillo, visita a Robyn en el hospital para felicitarla y le dice que su esposo fue quien lo lastimó. Simon va rápidamente al hospital y allí recibe una llamada de Gordo burlándose de él y rehusando confirmar si realmente violó a Robyn y quién es el padre del niño. Simon empieza a llorar y Gordo se aleja del hospital quitándose el cabestrillo.

## Reparto
- Jason Bateman como Simon Callum.
- Rebecca Hall como Robyn Callum.
- Joel Edgerton como Gordon «Gordo» Mosley.
- Tim Griffin como Kevin «KK» Keelor.
- Allison Tolman como Lucy.
- Katie Aselton como Joan.
- Wendell Pierce como el Detective Mills.
- Adam Lazarre-White como Ron.
- Beau Knapp como el Detective Walker.
- David Denman como Greg.
- P. J. Byrne como Danny McDonald.
- Busy Philipps como Duffy.

## Producción

### Preproducción
El proyecto fue anunciado en agosto de 2012, cuando se reportó que Joel Edgerton había escrito un guion de suspense psicológico titulado Weirdo y que él mismo estaría asumiendo el rol de director. Entre sus inspiraciones para el guion Edgerton mencionó las obras de Alfred Hitchcock, Atracción fatal, la película francesa de 2005 Caché y la Trilogía de la Venganza de Chan-Wook Park. Este fue el tercer guion de Edgerton en ser producido tras The Square (2008) y Felony (2013).

### Filmación
La fotografía principal inició el 19 de enero de 2015 y finalizó el 20 de febrero de 2015. La mayoría de la filmación fue realizada en una casa en Hollywood Hills, la cual también fue usada por STX Entertainment para realizar entrevistas promocionales para la película. La película fue filmada con una cámara Arri Alexa con un lente Canon C35 y la fotografía principal duró 25 días de acuerdo con el director de fotografía Eduard Grau. Grau fue recomendado a Edgerton por su hermano Nash, quien fue el coordinador de acrobacias para la película. Nash conoció a Grau cuando ambos participaron en el cortometraje de 2013 Streetcar. En una entrevista con Collider.com, el director dijo que no filmó escenas en las que apareciera Gordo durante las dos primeras semanas de rodaje, ya que se enfocó únicamente a dirigir. Las escenas en las que aparecía Edgerton se filmaron en 7 días y, durante estas, su hermano Nash lo asistió en la dirección.

### Posproducción
La posproducción duró once semanas entre marzo y junio de 2015. Luke Doolan, quien también había editado Animal Kingdom (también protagonizada por Edgerton), fue el editor de El regalo.

### Distribución
El 20 de enero de 2015, STX Entertainment compró los derechos de distribución de la película en los Estados Unidos. STX planeaba estrenar la película el 31 de julio de 2015, pero posteriormente el lanzamiento se trasladado al 7 de agosto. El primer avance del filme fue lanzado el 1 de abril de 2015 en la aplicación Periscope, convirtiendo a STX en la primera compañía en utilizar esta aplicación en una campaña publicitaria.

## Recepción

### Recaudación
El regalo recaudó $43 787 265 en Norteamérica y $15 191 388 en el resto del mundo, para una recaudación total de $58 978 653 contra un presupuesto de $5 000 000. En su fin de semana de estreno en Norteamérica, la taquilla fue de $11 854 273, siendo la tercera película con mayor recaudación tras Misión: Imposible - Nación Secreta ($28 502 372) y 4 Fantásticos ($25 685 737).

### Crítica
La película recibió críticas generalmente positivas que alabaron las actuaciones, el tono oscuro, la dirección, el guion, y la resolución moral de la trama. Rotten Tomatoes reportó que 93% de los críticos le dieron reseñas positivas al filme, basado en 153 críticas con un puntaje promedio de 7,5/10. El consenso en este sitio web es que «El regalo es subversiva de una manera divertida, inteligente y tiene malicia, desafiando las expectativas de la audiencia y a la vez dejándolos al borde sus asientos». Metacritic reportó un puntaje de 77 de 100 basado en 31 críticas y en CinemaScore la audiencia le dio una nota B en una escala de A+ a F.
Daisy Bowie-Sell de Time Out alabó la película, calificándola como «oscuramente desconcertante», elogió el final y la comparó positivamente con La mano que mece la cuna. En su crítica en Indiewire, Katie Walsh lamentó que El regalo utilizara clichés de cine de suspenso y que se limitara en su final, pero alabó la dirección de Edgerton diciendo que «su manejo diestro y controlado de argumento, personajes, estilo y tono es casi perfecto en su debut, a pesar de que está al servicio de una obra muy estándar para su género». Por otro lado, Norman Wilner de Now criticó el debut de Edgerton y comentó que estaba lleno de «errores y malas decisiones», dándole una calificación de 2 de 5.

### Reconocimientos
| Premio                                       | Categoría                                | Persona       | Resultado | Referencia    |
| -------------------------------------------- | ---------------------------------------- | ------------- | --------- | ------------- |
| Premios del Sindicato de Directores          | Mejor dirección en un debut              | Joel Edgerton | Nominado  | [ 25 ]        |
| Fangoria Chainsaw Awards                     | Mejor película con estreno internacional | Joel Edgerton | Nominado  | [ 26 ]        |
| Fangoria Chainsaw Awards                     | Mejor actor de reparto                   | Joel Edgerton | Ganador   | [ 26 ]        |
| Fangoria Chainsaw Awards                     | Mejor guion                              | Joel Edgerton | Nominado  | [ 26 ]        |
| Festival de Cine de Sitges                   | Mejor actor                              | Joel Edgerton | Ganador   | [ 27 ]        |
| Central Ohio Film Critics Association Awards | Mejor filme subestimado                  |               | Nominado  | [ 28 ]        |
| Premios Saturn                               | Mejor película de suspenso               |               | Nominado  | [ 29 ] [ 30 ] |